# Gällsjön (Undenäs socken, Västergötland)
Gällsjön är en sjö i Karlsborgs kommun i Västergötland och ingår i Motala ströms huvudavrinningsområde.